# Wachau
Pour les articles homonymes, voir Wachau (homonymie).
La Wachau est une vallée de Basse-Autriche traversée par le Danube et située à environ 80 km à l'ouest de Vienne entre les villes de Krems et Melk. La vallée, longue d'environ 30 km, est un haut lieu touristique d'Autriche.
Un lieu bien connu de la vallée est la ville de Dürnstein où le roi d'Angleterre Richard Cœur de Lion fut maintenu prisonnier par Léopold V, duc d'Autriche et de Styrie.
La Wachau est productrice d'abricots et de raisins qui sont utilisés dans les vins et les liqueurs de la région.
La Wachau a été ajoutée au patrimoine mondial de l'UNESCO en 2000 pour son patrimoine architectural et agricole.

## Géographie
Entre Melk et Krems, le Danube traverse le Massif de Bohême. C'est ce paysage mélange de Danube et de basses montagnes qui forme la Wachau. Le point culminant est le Jauerling qui atteint 960m d'altitude. Les reliefs du Nord appartiennent au plateau de granit et de geiss, qui s'étend sur presque tout le territoire autrichien situé au Nord du Danube, tandis que le Sud de la Wachau est constitué du Dunkelsteinerwald.
Le Danube marquant la frontière entre deux régions historiques de la Basse-Autriche, la Wachau se trouve à cheval sur ces deux régions: Waldviertel au Nord et Mostviertel au Sud. Administrativement, elle s'étend sur les districts de Melk, Krems-Land et comprend aussi la ville de Krems.
En amont de la Wachau se situe la partie de la vallée du Danube appelée Nibelungengau tandis qu'en aval, le Danube traverse la plaine de Tullnerfeld.

## Population
La zone déclarée patrimoine mondial de l'UNESCO est relativement peu peuplée. Elle est composée de petits villages constitués en communes de rarement plus de 2 000 habitants. Les exceptions sont Melk (5.300) et Krems (24.342) mais seule une partie de ces communes se trouve dans la zone UNESCO. De même pour Fürth bei Göttweig (2.300) et Mautern (3.600) qui ne se situent pas dans la zone centrale, mais uniquement dans la zone tampon (secondaire) du patrimoine mondial.

## Accessibilité
La Wachau est accessible depuis Vienne en train grâce à des liaisons directes et régulières pour Krems an der Donau, ou à des liaisons régulières pour Melk mais nécessitant un changement à Sankt Pölten. Depuis l'ouest (Linz, Salzbourg), seule Melk est accessible en train depuis Amstetten.
Par la route, le visiteur a là aussi le choix entre Krems et Melk s'il part de Vienne et devra obligatoirement commencer par Melk s'il vient de l'ouest.
À l'intérieur de la Wachau, une route sur les deux rives du fleuve permet de se déplacer en voiture. Elle est bordée sur les deux rives d'une piste cyclable. Le vélo est un moyen très populaire de découvrir la région. Il n'existe pas de pont sur le Danube à l'intérieur de la Wachau. Les ponts se situent aux extrémités de la vallée: Melk et Krems. Pour traverser la vallée entre ces deux villes, trois ferrys sont en service: entre Spitz et Oberarnsdorf, entre Weissenkirchen et Sankt-Lorenz ainsi qu'entre Dürnstein et Rossatzbach.
Sur la rive gauche, une ligne ferroviaire relie Krems à Emmersdorf. Elle n'est en fonction que lors de la saison touristique, et sert essentiellement aux touristes. Les voitures sont équipées de larges fenêtres offrant une vue panoramique sur la vallée. Le transport public le plus régulier est le bus : des lignes desservent les deux rives et dans les deux directions en s'arrêtant à chaque village.
Plusieurs compagnies de navigation fluviale proposent des croisières sur le Danube pour découvrir la vallée par le fleuve.
Enfin, la vallée étant bordée de basses montagnes, on peut aussi la découvrir à pied. Des sentiers de randonnées ont été aménagés à cet effet.

## Les communes de la Wachau
La zone déclarée patrimoine mondial de l'humanité par l'UNESCO s'étend sur plusieurs communes, essentiellement le long du Danube. Chacune est constituée de plusieurs villages. Pour chacune sont présentées les attractions touristiques : patrimoine architectural, centres historiques pittoresques, musées etc.

### Rive gauche (ou rive Nord)
D'ouest en est, suivant le cours du Danube, les communes situées sur la rive gauche du fleuve sont les suivantes :

#### Emmersdorf an der Donau
1 750 habitants répartis sur 13 villages : Emmersdorf, Fahnsdorf, Gossam, Grimsing, Hain, Hofamt, Luberegg, Mödelsdorf, Pömling, Rantenberg, Reith, Sankt-Georgen et Schallemmersdorf. (Fahnsdorf, Mödelsdorf et Pömling ne font pas partie de la zone classée patrimoine mondial).
- Emmersdorf an der Donau : petit centre historique autour de la Hauptplatz. À noter la chapelle Sainte-Marie-Madeleine du XVe siècle. Sur les hauteurs de la ville se situe l'église paroissiale Saint-Nicolas remontant au XIVe siècle (tour de l'époque baroque).
- À Gossam : ruine d'un château datant de 1100. Rapidement abandonné, seule la chapelle continua d'attirer les pèlerins jusqu'à la fin du XVIIIe siècle. Elle est elle aussi à l'état de ruine.

#### Aggsbach
660 habitants répartis sur 4 villages : Aggsbach Markt, Groisbach, Köfering et Willendorf.
- Aggsbach. Petit centre au village de Aggsbach Markt avec son église de l'Assomption datant du XIIe siècle (aspect actuel fin XIIIe siècle ; intérieur baroque).
- Au village de Willendorf fut découverte en 1908 une statuette féminine datant du paléolithique supérieur, la Vénus de Willendorf. Un petit musée lui est dédié.

#### Spitz an der Donau

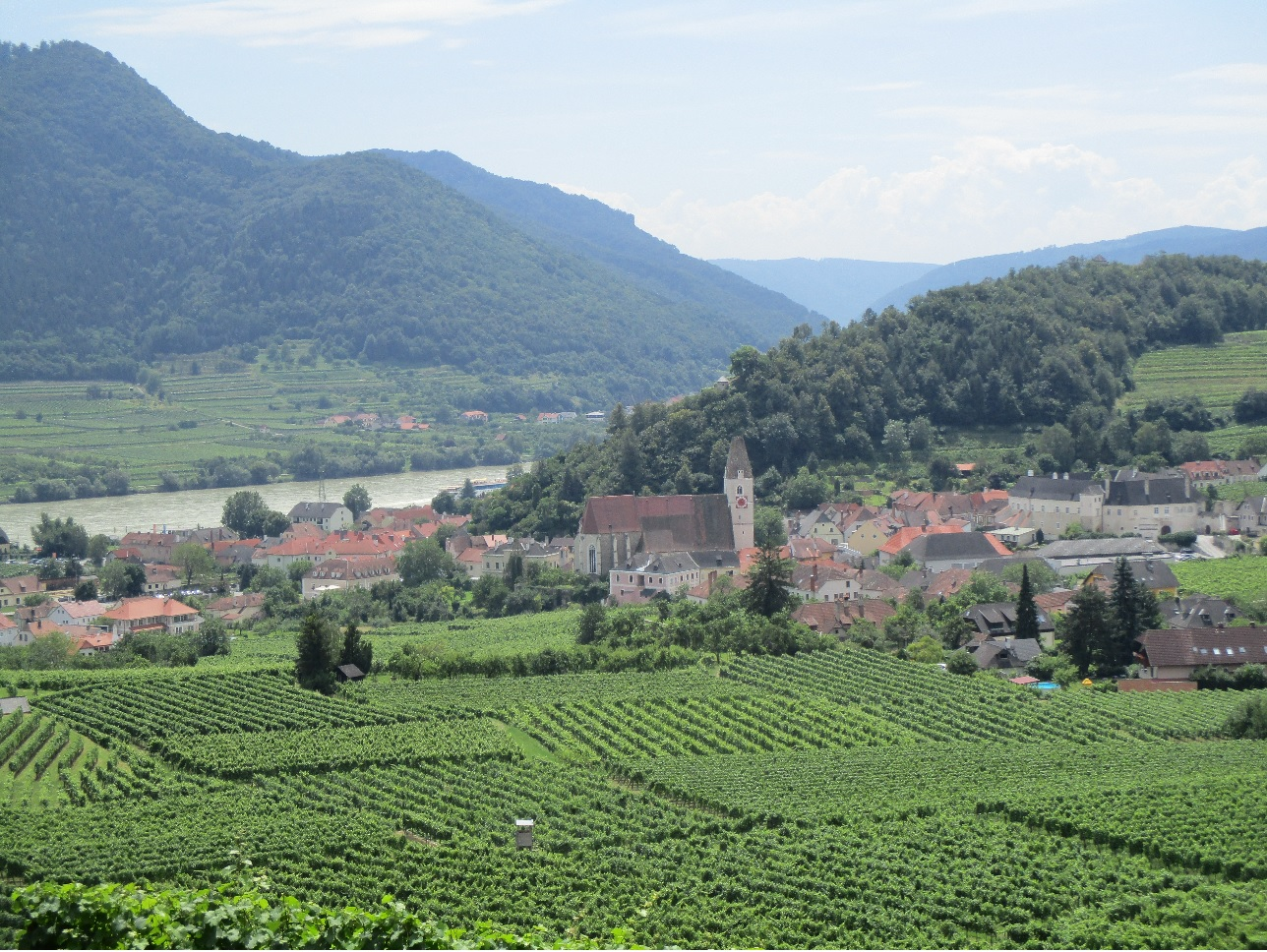
Spitz an der Donau

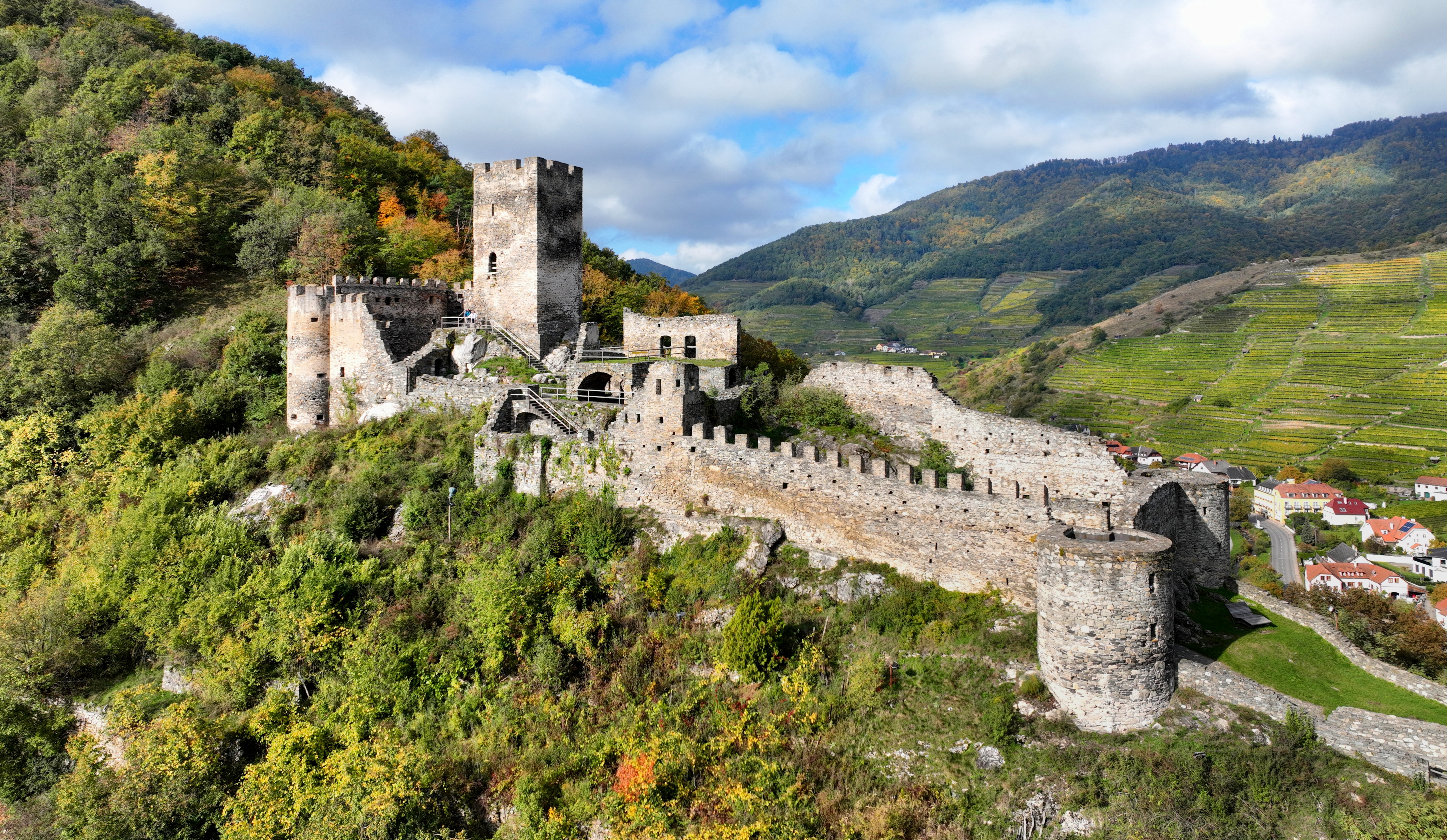
Ruine de Hinterhaus

1 600 habitants répartis sur 4 villages : Spitz, Gut am Steg, Schwallenbach et Viessling.
- Spitz an der Donau. Centre historique avec l'église paroissiale Saint-Maurice (gothique tardif) et le château de Niederhaus (XVe siècle). Un peu à l'écart et sur les hauteurs se trouvent les ruines du château de Hinterhaus, impostant château du XIIe siècle.
- Schwallenbach : Rannahof (ancien château médiéval), château de Glöckerl von Schwallenbach (XVIe siècle) et église Saint-Sigismond (gothique tardif).

#### Mühldorf
1 400 habitants répartis sur 9 villages : Mühldorf, Amstall, Elsarn am Jauerling, Niederranna, Oberranna, Ötz, Ötzbach, Povat et Trandorf.(Amstall, Ötzbach, Povat et Trandorf ne sont pas inclus dans la zone du patrimoine mondial).
- Mühldorf, dans l'arrière-pays de Spitz. Château de Trenninghof remontant au XIVe siècle mais à l'aspect actuel datant en partie de la Renaissance et en partie du XIXe siècle.
- Oberranna. Château datant au moins du XIe siècle.

#### Weissenkirchen in der Wachau

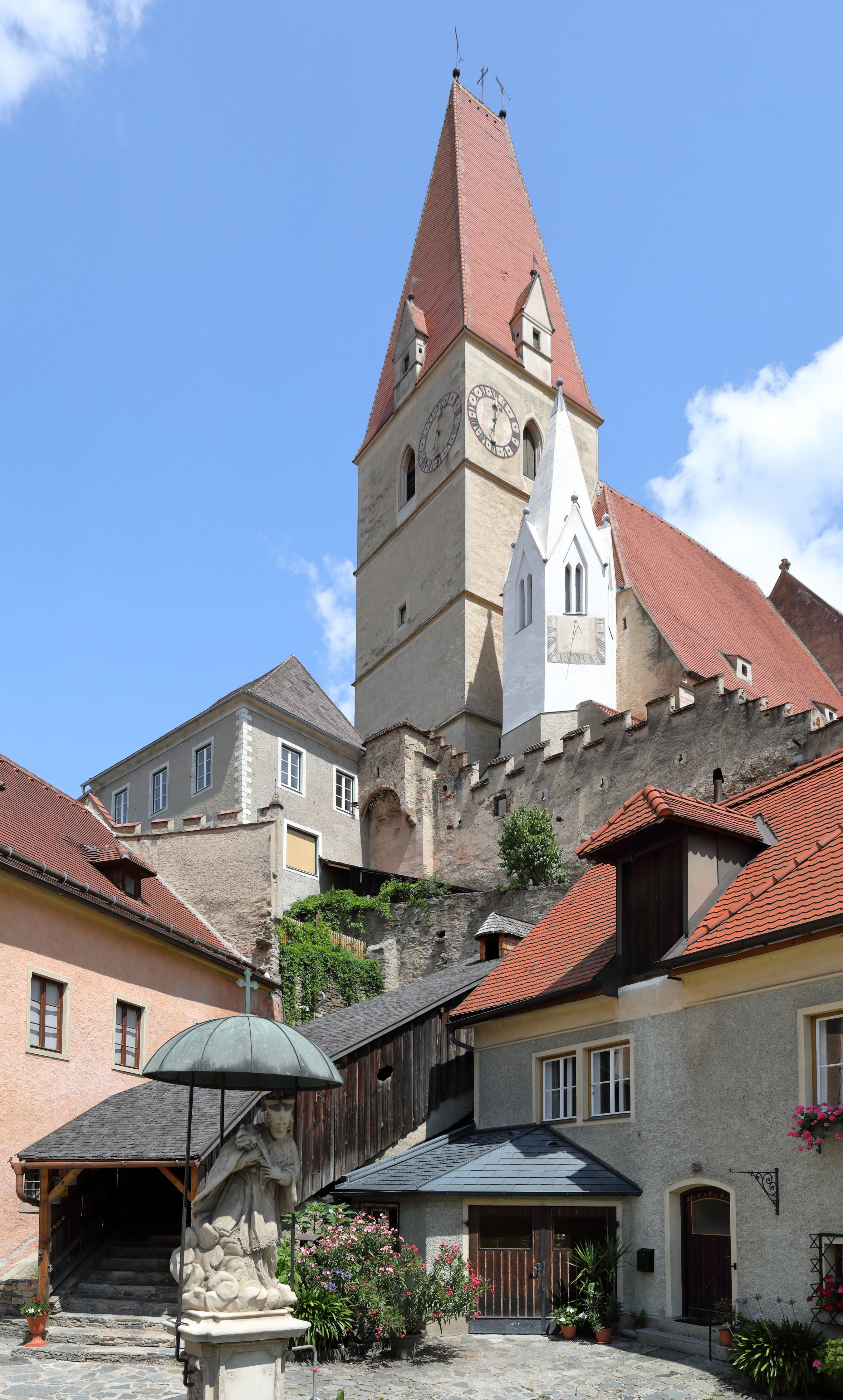
Weißenkirchen in der Wachau

1 500 habitants répartis sur 4 villages : Weissenkirchen, Joching, Sankt-Michael et Wösendorf.
- Weissenkirchen. Centre historique, église fortifiée du XIVe siècle, Traisenhoferhof (bâtiment de la Renaissance accueillant le musée de la viticulture).
- Sankt-Michael célèbre pour son église fortifiée du XVe siècle bâtie sur les fondations d'une église remontant au IXe siècle. Il s'agit de la plus vieille église de la région, centre historique de la paroisse appelée "Urpfarre Wachau" (paroisse originelle de la Wachau).
- Wösendorf. Centre historique aux maisons colorées.

#### Dürnstein
870 habitants répartis sur 5 villages : Dürnstein, Dürnsteiner Waldhütten, Oberloiben, Unterloiben, Rothenhof.
- Dürnstein (870 habitants). Une des plus célèbres communes de la Wachau. Centre historique, abbaye fondée en 1410 et dont la tour bleue de l'église est un des symboles de la région, ruines d'un château datant du milieu du XIIe siècle.
- Oberloiben : au milieu des vignes, monument érigé en 1905 pour commémorer la victoire des troupes austro-russes sur l'armée napoléonienne lors de la bataille de Dürenstein le 11 novembre 1805.

#### Krems an der Donau
24 350 habitants répartis sur 12 villages : Krems, Stein, Angern, Brunnkirchen, Egelsee, Gneixendorf, Hollenburg, Landersdorf, Lerchenfeld, Rehberg, Scheibenhof, Thallern. Seuls Stein et la vieille ville de Krems sont inscrits dans la zone UNESCO. Egelsee et une partie du territoire de Rehberg font partie de la zone tampon.
- Krems, la grande ville de la région. Centre historique et ses nombreux monuments (plusieurs églises, palais Gozzoburg, porte de Stein etc.) et musées (Museumkrems sur l'artiste baroque Martin Johann Schmidt et d'autres artistes contemporains originaires de la ville, musée de la caricature, Kunsthalle Krems essentiellement sur l'art du XIXe siècle et du début du XXe siècle).
- Quartier de Stein, ancienne commune indépendante, et son centre historique.

### Rive droite (ou Sud)

#### Melk

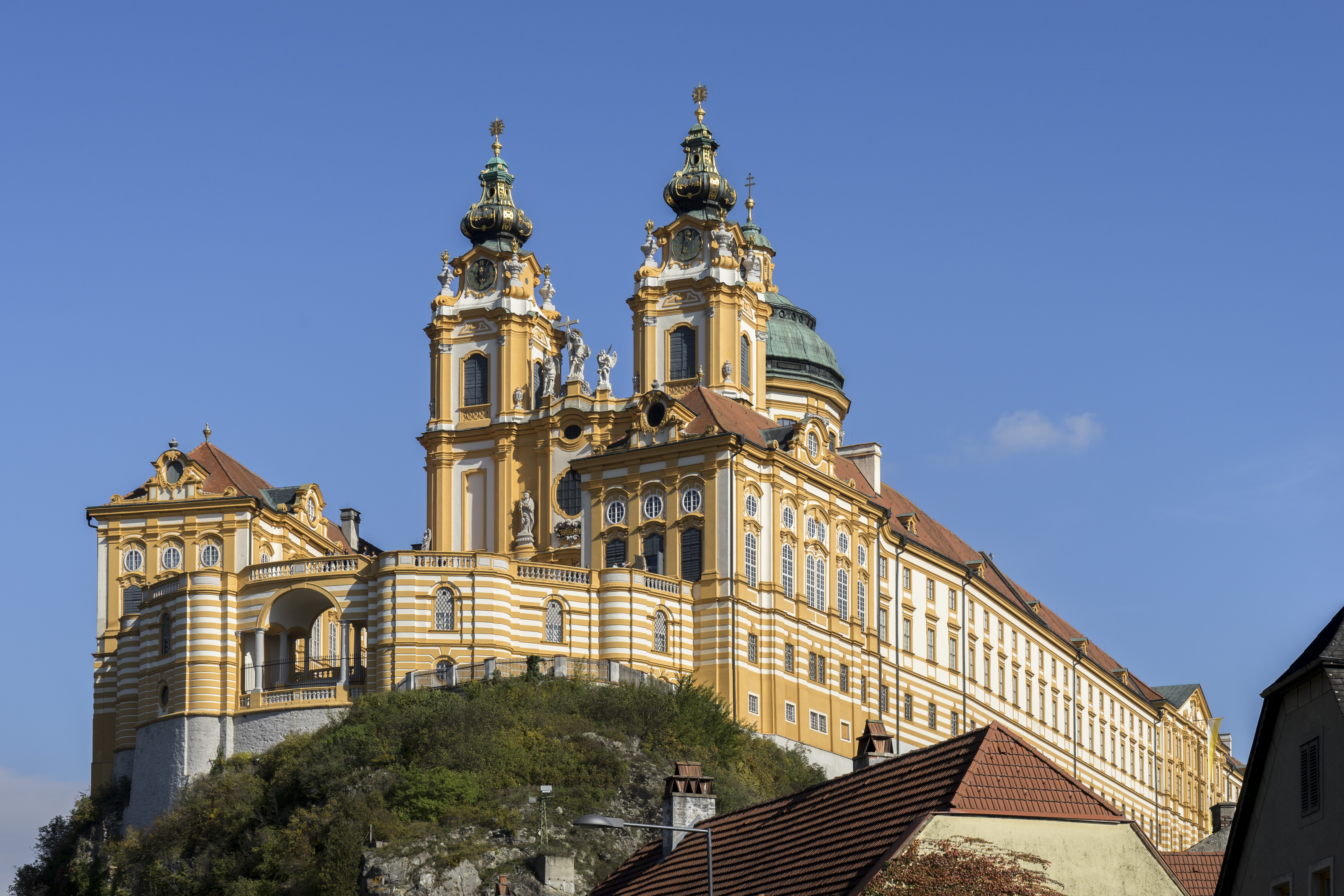
Abbaye de Melk

5 300 habitants répartis sur 10 villages : Melk, Grosspriel, Kollapriel, Pielach, Pielachberg, Pöverding, Rosenfeld, Schrattenbruck, Spielberg et Winden. Seul Melk figure au patrimoine mondial de l'Unesco.
- Melk. Centre historique et surtout abbaye bénédictine du XIe siècle, chef-d'œuvre d'architecture baroque.

#### Schönbühel-Aggsbach
990 habitants répartis sur 8 villages : Schönbühel, Aggsbach Dorf, Aggstein, Berging, Hub, Gschwendt, Siedelgraben et Wolfstein. Les trois derniers villages sont en dehors de la zone classée au patrimoine mondial.
- Schönbühel. Château remontant au XIIe siècle et constamment remanié au cours des siècles. (Propriété privée). Petit cloître.
- Aggsbach Dorf. Ancienne chartreuse fondée en 1380 et dissoute en 1782. Accueille aujourd'hui un musée des chartreuses ainsi que divers événements culturels.
- Aggstein. Célèbres ruines du château d'Aggstein sur les hauteurs. Château du XIIe siècle, abandonné à partir du XVIIe siècle.

#### Rossatz-Arnsdorf
1 100 habitants répartis sur 9 villages : Rossatz, Rossatzbach, Bacharnsdorf, Hofarnsdorf, Mitterarnsdorf, Oberarnsdorf, Rührsdorf, Sankt Johann im Mauerthale et Sankt Lorenz.
- Rossatz : Église paroissiale Saint-Jacques aux fondations datant du XIVe siècle, intérieur néogothique. Château de la Renaissance.
- Mitterarnsdorf : tour de garde de l'époque romaine (IVe siècle). Église Saint-Rupert du XVe siècle, intérieur baroque.
- Sankt Lorenz : Église Saint-Laurent de style roman construite aux XIIe et XIIIe siècles en incorporant les restes d'un mur de l'époque romaine.

#### Bergern im Dunkelsteinerwald
Dans l'arrière-pays de Rossatz-Arnsdorf. 1 200 habitants répartis sur 10 villages : Geyersberg, Maria Langegg, Nesselstauden, Oberbergern, Unterbergern, Paltmühl, Plaimberg, Scheiblwies, Schenkenbrunn et Wolfenreith. Seule Maria Langegg est incluse dans la zone classée au patrimoine mondial de l'UNESCO.
- Maria Langegg : Église de pèlerinage. Pèlerinage à partir du début du XVIIe siècle. D'abord petite chapelle, elle dut être agrandie devant le succès du pèlerinage. L'église baroque tardif fut construite à partir du milieu du XVIIIe siècle. L'ancien cloître baroque fut fondé au milieu du XVIIe siècle et abandonné en 1974.

#### Mautern an der Donau
3 600 habitants répartis sur 4 villages : Mautern, Mauternbach, Hundsheim et Baumgarten. Hundsheim et Mauternbach sont inclus dans le patrimoine mondial tandis que Mautern ne fait partie que de la zone tampon. Baumgarten n'est pas classé par l'UNESCO.
- Baumgarten : Château baroque largement remanié au début du XXe siècle.
- Mautern : Centre historique. Kastell Flavianis, camp romain faisant partie du système de protection de la frontière de l'empire sur le Danube. Château composé de 4 bâtiments de différentes époques.

#### Furth bei Göttweig
3 000 habitants répartis sur 7 villages : Furth, Aigen, Klein-Wien, Oberfucha, Palt, Steinaweg et l'abbaye de Göttweig. Tous les villages de la commune sont inscrits dans la zone tampon. Seule l'abbaye est pleinement intégrée au patrimoine mondial de l'UNESCO.
- L'abbaye de Göttweig. Abbaye bénédictine fondée en 1083. Reconstruction dans un style baroque après un incendie survenu en 1718.